# Nycteola achatana
Nycteola achatana är en fjärilsart som beskrevs av De Villers 1789. Nycteola achatana ingår i släktet Nycteola och familjen trågspinnare. Inga underarter finns listade i Catalogue of Life.